# Robin Eubanks
Robin Eubanks (* 25. října 1955 Filadelfie) je americký pozounista. V osmdesátých letech krátce působil ve skupině Jazz Messengers bubeníka Arta Blakeyho. Během své kariéry spolupracoval s řadou hudebníků, mezi které patří například Joe Henderson, Dave Holland, Elvin Jones, McCoy Tyner, B. B. King nebo soubor SFJAZZ Collective. Rovněž se věnuje pedagogické činnosti. Dva jeho bratři se rovněž věnují hudbě; Kevin Eubanks hraje na kytaru a Duane Eubanks na trubku.